# آيت بورد (آيت علي)
آيت بورد هو دُوَّار يقع بجماعة دار الجامع، إقليم الحوز، جهة مراكش آسفي في المملكة المغربية. ينتمي الدوّار لمشيخة آيت علي التي تضم 28 دوار. يقدر عدد سكانه بـ 746 نسمة حسب الإحصاء الرسمي للسكان والسكنى لسنة 2004.

## وصلات خارجية
- البوابة الوطنية للجماعات الترابية
- المندوبية السامية للتخطيط